# Experimentelle Ästhetik
Die experimentelle Ästhetik oder empirische Ästhetik ist ein Teilgebiet der Psychologie. Sie wurde von Gustav Theodor Fechner im 19. Jahrhundert begründet. Ästhetik ist aus Fechners Sicht ein erlebter Wert, der unter Berücksichtigung von Personen- und Objektmerkmalen empirisch fassbar ist. Die experimentelle Ästhetik ist somit durch einen subjektbezogenen, induktiven Ansatz gekennzeichnet.
Die experimentelle Ästhetik ist somit das zweitälteste Forschungsgebiet der Psychologie; älter ist nur noch die Psychophysik. In seinem zentralen Werk Vorschule der Ästhetik stellt Fechner seinen empirischen Ansatz umfangreich und detailliert dar. Er bezeichnet sie auch als „Ästhetik von unten“ im Gegensatz zur eher philosophisch-geisteswissenschaftlich ausgerichteten „Ästhetik von oben“.

## Forschungsgeschichte
Die Geschichte der experimentellen Ästhetik erfolgte in mehreren Etappen, in denen es immer wieder längere Unterbrechungen gab. Nach dem Tod von Gustav Theodor Fechner ruhten die Forschungen für Jahrzehnte und wurden erst 1921 an der Staatlichen Akademie der Kunstwissenschaften (GAChN) in Moskau wieder aufgenommen. Kunst- und Kulturwissenschaftler, Psychologen, Neurologen und Künstler führten hier Disziplinen-übergreifende Forschungsprojekte zur Ästhetik durch. Auch der Maler Wassily Kandinsky war hieran maßgeblich beteiligt. 1929 wurde das Institut wieder geschlossen.
In den 1960 und 1970er Jahren führte der britisch-kanadische Psychologe Daniel Berlyne in Toronto zahlreiche Experimente durch, die sich vor allem mit den Momenten der Erregung (arousal) und Neugier befassten. 1965 gründete er mit Robert Francès, Carmelo Genovese und Albert Wellek  die bis heute existierende International Association of Empirical Aesthetics. 1971 erschien sein Standardwerk Aesthetics and psychobiology. Es sollte auch nach seinem Tod 1976 für lange Zeit eines der meistzitierten Werke auf dem Gebiet bleiben.
Eine jüngste Welle begann in den 2000er-Jahren und wurde wesentlich von einem neu entstandenen Interesse der Kognitionswissenschaften, einem Interesse an Emotionen, aber auch den neuen bildgebenden Verfahren der Kognitions- und Neurowissenschaften sowie den modernen digitalen Möglichkeiten der Datenanalyse angestoßen. 2001 prägte Semir Zeki den Begriff Neuroästhetik. Diese Entwicklung führte schließlich 2004 auch zur Gründung des ersten Forschungsschwerpunkts für Empirische Ästhetik – den EVAlabs an der Universität Wien, sowie später dem Max-Planck-Instituts für empirische Ästhetik, einer der führenden Forschungseinrichtungen auf dem Gebiet.

## Methodik
Zentral ist in der experimentellen Ästhetik die Analyse des individuellen Erlebens und Verhalten anhand von experimentellen Methoden. Hierbei wird insbesondere die Wahrnehmung von Kunstwerken, Musik oder moderner Gegenstände wie Websites oder anderer IT-Produkte untersucht.
Daten können dabei auf drei Ebenen untersucht und analysiert werden:
1. physiologische Ebene
2. phänomenale Ebene (das Erleben)
3. behaviorale Ebene (das Verhalten)

Hierbei ist es schwer, einen absoluten Wert für die Ästhetik eines Objektes zu vergeben; sehr wohl können aber beispielsweise Aussagen gemacht werden, wie viele der Probanden ein Objekt als schön einstufen oder wie viele dieses im Vergleich zu anderen Objekten bevorzugen.
Je nach Herangehensweise kommen in der experimentellen Ästhetik eine Reihe unterschiedlicher Methoden zum Einsatz, zum Beispiel Paarvergleiche, Rangreihenmethoden, Likert-Skalen und semantische Differentiale, Herstellungsmethoden, statistische Gruppenvergleiche, Reaktionszeitmessungen, und auch aufwändigere Verfahren wie Blickbewegungsregistrierung, Elektroenzephalografie oder funktionelle Magnetresonanztomographie.